# Bruno de Garidel-Thoron
Le conseiller Bruno-Amable-Pierre de Garidel-Thoron (alias Baron-Amable-Pierre Guaridel), est né le 6 octobre 1753 à Aix-en-Provence, paroisse de la Madeleine.  Il est le fils de Jean-Baptiste, et de Louise-Victoire-Henriette de Thoron (alias Toron). Garidel-Thoron épouse en premières noces le 1er février 1785 à Aix-en-Provence, Cécile Henriette Léontine Gravier de Pontevès de Bauduen (1765-1802) et en deuxièmes noces le 26 février 1803, Marie-Louise-Thérèse Pin. Il est décédé le 3 novembre 1828 à Aix-en-Provence.

## Biographie
Bruno de Garidel-Thoron, fut reçu conseiller au parlement de Provence le 30 juin 1777  en la charge de Jean-Louis-Martin d'Arlatan de Lauris.
Dans son livre de raison publié par Charles de Ribbe en 1879, il écrit ceci, à propos de sa charge : «Le dernier juin 1777, j'ai été reçu en l'office de conseiller au Parlement. Ce n'est pas sans trembler que j'envisage les devoirs d'un juge. Sagacité, connoissances, droiture, intégrité, enfin tout ce qui peut tendre moralement à la perfection humaine, doit résider en la personne de ceux dont l'opinion décide de l'état et de la vie des citoyens. Tenant la place du Maître tout-puissant, ils ont besoin, pour ainsi dire, d'un rayon de ses lumières pour démesler la vérité, au milieu des formes et des mensonges dont elle est entourée.»
«Telle est la carrière que je vais parcourir. Mes faibles connoissances me conduiront à tâtons dans cette voie obscure. Désirant d'en connoître les détours, je m'appliqueray à chercher tout ce qui pourra m'instruire.» 